# Campeonato de Portugal
Campeonato de Portugal (w latach 2013–2015 jako Campeonato Nacional de Seniores) – czwarta najwyższa klasa rozgrywek piłkarskich w Portugalii. Liga powstała w wyniku połączenia Segunda Divisão i Terceira Divisão w 2013 roku. W premierowym sezonie 2013/14 uczestniczyło 80 drużyn podzielonych w pierwszej fazie rozgrywek na 8 grup. Liczba ta była niezmienna do sezonu 2017/18 włącznie, po którym to dochodziło zmieniania ilości uczestników. Od sezonu 2018/19 zmniejszono liczbę zespołów do 72, w sezonie 2021/22 było 61 drużyn, by od sezonu 2022/23 ostatecznie pozostawić 56 klubów.
System awansów i spadków był różny w zależności od sezonu, co było spowodowane zmianami ilości drużyn w grupach, rozgrywkach powyżej i poniżej, a także powołaniem Ligi 3 od sezonu 2021/22.
Pierwszym zwycięzcą rozgrywek został zespół SC Freamunde, który w wielkim finale wygrał z Clube Oriental de Lisboa 3:2.